# Fraai duizendguldenkruid
Fraai duizendguldenkruid (Centaurium pulchellum) is een eenjarige plant die behoort tot de gentiaanfamilie (Gentianaceae). De plant komt van nature voor in Europa, Zuidwest-Azië en Noord-Afrika en is van daaruit verspreid naar Noord-Amerika.
De plant wordt 1-15 cm hoog en vormt geen bladrozet, dit in tegenstelling tot de andere soorten uit hetzelfde geslacht. De 1-2 cm lange stengelbladeren zijn eirond en hebben drie tot vijf nerven. De stengel is scherp vierkantig.
Fraai duizendguldenkruid bloeit van juni tot oktober met roze, 0,5 -1,2 cm grote bloemen. De bloemen komen alleen open als de zon schijnt. De bloeiwijze is een wijdvertakt bijscherm.
De vrucht is een 1,5 cm lange doosvrucht.
De plant komt voor op natte tot vochtige, kalkhoudende, matig voedselrijke grond in duinvalleien, groene stranden, leemgroeven en langs plassen. Groeit ook op zilte grond.